# Fanny Loy
Fanny Loy (n. Cañada de Gómez, provincia de Santa Fe, Argentina; 25 de septiembre de 1917 - f.???), cuyo nombre real era Anita Fanny Luchi fue una actriz, bailarina y cantante argentina de comienzos del siglo XX.

## Carrera
Loy fue una destacada actriz y cantante radiofónica que se inició tras ganar un concurso organizado por la revista La Canción Moderna (posteriormente llamado Radiolandia).
Incursionó en un solo film titulado La mujer y la selva en 1941, junto a eximias figuras de la escena nacional argentina como Néstor Deval, Hilda Lámar, Carlos Perelli, Tomás Cabral, José Puricell y José Piumatto.
Gran amiga del director José Agustín Ferreyra, fue la responsable de presentarle figuras que posteriormente fueron sus parejas como Lidia Liss y María  Turgenova.
En teatro se lució con actores como Fernando Ochoa, Alicia Vignoli, Olinda Bozán, Pablo Palitos, Alberto Anchart, Juan Bernabé Ferreyra, Chas de Cruz, Oscar Villa, Miguel Caló, Ángel Vargas, Aída Alberti, Floren Delbene, Roberto Blanco, Agustín Irusta e Ignacio Corsini. Entre algunas de sus obras sobresale  Mu, teama  de 1939.

### Etapa como cantante
Gran personaje del tango junto a la camada de cancionistas prestigiosas como Libertad Lamarque, Tita Merello, Mercedes Simone, Dora Davis, Tania, Sofía Bozán, Nelly Omar, Azucena Maizani, Ada Falcón, y Carmen Duval.
Trabajó con Aníbal Troilo para componer la Milonga triste, formando un quinteto vocal junto con las hermanas Hernández, Carlos Videl y Héctor Vargas, dando un tono novedoso a la interpretación de Pichuco de la bella obra de Piana y Manzi.
Se destacó como cancionista radiofónica exclusiva deRadio Belgrano junto con otras cantantes como Virginia Vera, Betty Caruso y Patrocinio Díaz, y junto a músicos como Manuel Sucher y Hernán Oliva. En esta emisora debutó en diciembre de 1934, en un programa auspiciado por Productos Griet, uno de sus acompañantes fue el bandoneonista Mario Demarco. Después pasó a Radio El Mundo donde se destacó en el programa radial El Alma Que Canta con Francisco Lomuto, Adhelma Falcón y Mercedes Carné. Ocho meses luego, estuvo en Radio Prieto donde actuó hasta fines de 1937. En Radio Municipal trabajó con personalidades como Julia de Alba, Evita Lauri, Osvaldo Moreno, Chola Vetere, Carmen Duval, y las hermanas Lidia Desmond y Violeta Desmond.
En 1940  realizó una gira por ciudades de Brasil que culminó en el Teatro Municipal de Río de Janeiro.
Como compositora fue autora de algunos temas como Resignación, Tango humorístico, Mañanita de campo y Ay nenita dame un beso.

### Vida privada
Loy fue la esposa del bailarín argentino Domingo Gaeta a quien conoció en principio de la década de 1940. Gaeta era el profesor que dictaba clases de danza presenciales y por correspondencia.